# Tratado de Altranstädt (1707)
El Tratado o Convención de Altranstädt fue firmado entre Carlos XII de Suecia y José I, Emperador del Sacro Imperio Romano Germánico el 31 de agosto de 1707. En él se establecían los derechos de los protestantes en Silesia.

## Contexto histórico
Mientras que la Reforma protestante había afectado fuertemente a Silesia, los emperadores Habsburgo habían sometido a la provincia a la Contrarreforma en el siglo XVIII. En la Alta Silesia, en particular, estas medidas tuvieron éxito: a principios del siglo XVIII, casi la mitad de la población de Silesia era católica y unas 1.000 iglesias habían sido rededicadas de protestantes a católicas. La Paz de Westfalia (1648) protegió a los protestantes solo en los ducados de Brieg, Liegnitz, Münsterberg, Öls, Wohlau y en la ciudad de Breslau. En los ducados de Jauer, Glogau y Schweidnitz, a los protestantes se les permitió mantener tres "iglesias de paz" ( Friedenskirchen ) fuera de las murallas de la ciudad. Después de 1675, solo Breslau y el Ducado de Oels se salvaron de la contrarreforma, las "iglesias de la paz" se disolvieron, a pesar de las protestas de Suecia y los estados protestantes del Sacro Imperio Romano Germánico.
Durante la Gran Guerra del Norte, Carlos XII de Suecia hizo marchar a sus ejércitos a través de Silesia y ocupó el Electorado de Sajonia, donde obligó a su adversario, el elector Augusto el Fuerte, a firmar el Tratado de Altranstädt (1706).

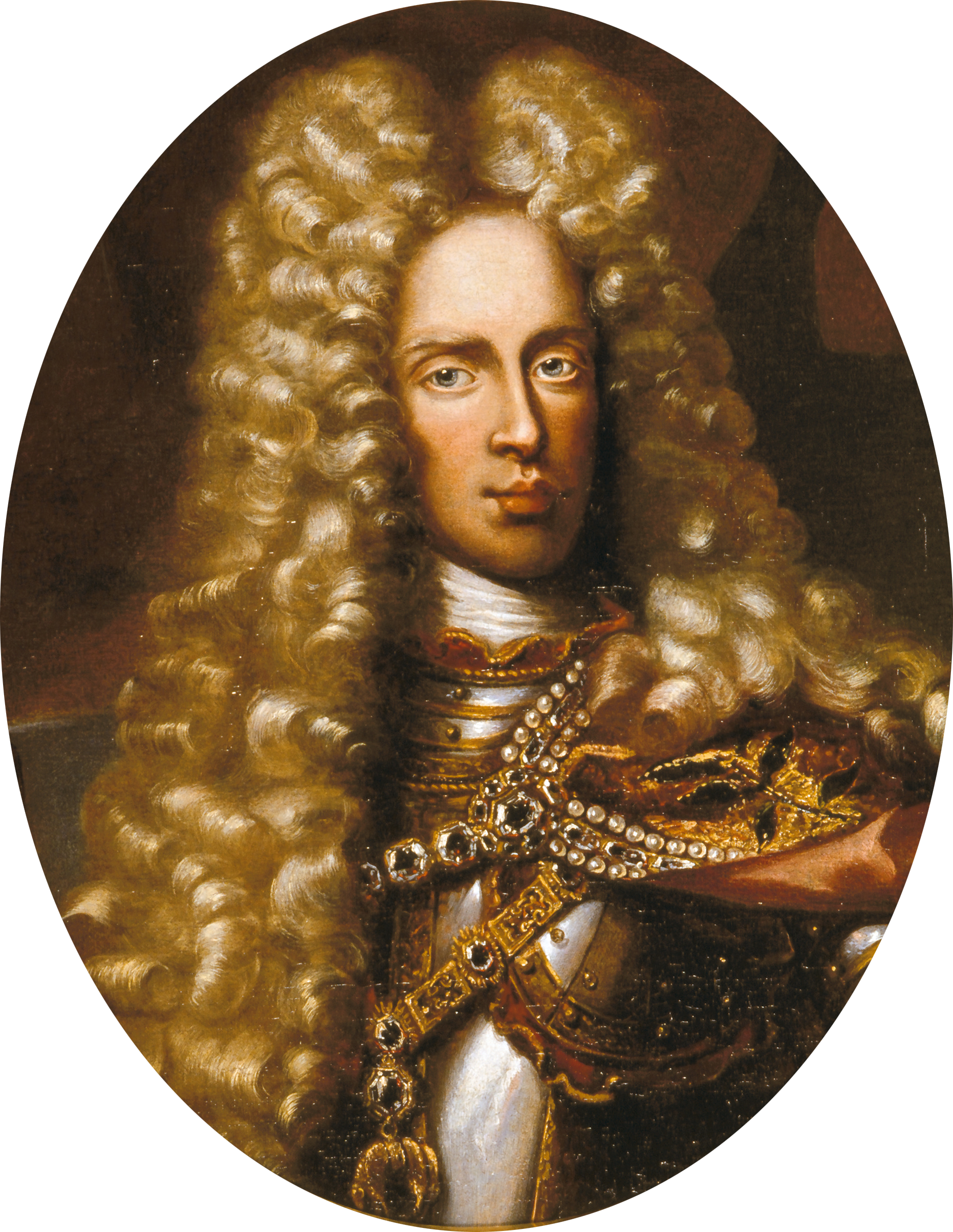
José I, emperador del Sacro Imperio Romano Germánico

## Condiciones y aplicación
Durante su estancia en la localidad sajona de Altranstädt, cerca de Leipzig, Carlos XII negoció otro tratado con el emperador de Habsburgo. José I aceptó devolver varias iglesias a las comunidades protestantes y permitir la construcción de seis "iglesias de la misericordia". Las "iglesias de la misericordia" se erigieron en Freystadt, Hirschberg, Landeshut, Militsch, Żagań y Cieszyn, y se devolvieron 125 iglesias. José I prescindió de cualquier otra política contrarreformista. Se permitieron tres consistorios protestantes, restaurando y estabilizando el luteranismo silesiano.

El tratado se negoció en Altranstädt a partir de abril de 1707. José I firmó esta convención para evitar que Carlos XII entrara en la guerra de sucesión española del lado francés, y mantuvo estrictas políticas católicas en sus otras tierras hereditarias. Cuando Silesia se convirtió en una provincia prusiana en 1742, el rey prusiano protestante en la Paz de Breslau salvaguardó los derechos y posesiones de los católicos.